# Tristan Gooijer
Tristan Gooijer (Blaricum, 2 september 2004) is een Nederlands profvoetballer die doorgaans als verdediger (rechtervleugelverdediger of centrale verdediger) speelt en onder contract staat bij Ajax.

## Clubcarrière

### Jeugd en Jong Ajax
Gooijer belandde via de jeugd van FC Almere, Forza Almere en Almere City FC in 2016 in de jeugdopleiding van Ajax. Eind juni 2021 tekende hij zijn eerste profcontract, welke loopt tot medio 2024. In het seizoen 2021/22 speelde hij zes wedstrijden mee in de UEFA Youth League. Vijf keer als basisspeler en eenmaal als invaller. Tevens was hij in een van de wedstrijden aanvoerder.
In datzelfde seizoen zat Gooijer op 25 februari 2022 voor het eerst bij de wedstrijdselectie van Jong Ajax. Een speelronde later maakte hij op 7 maart 2022 zijn debuut in de met 6–3 gewonnen thuiswedstrijd tegen ADO Den Haag. Hij begon die wedstrijd als rechtervleugelverdediger en werd in minuut 87 gewisseld voor Steven van der Sloot. In het seizoen 2022/23 kreeg Gooijer vaker de kans in Jong Ajax. Daarnaast kwam hij wederom uit in de UEFA Youth League.

### Ajax
Op 11 januari 2023 zat Gooijer voor het eerst bij de wedstrijdselectie van het eerste elftal. Op 14 december 2023 beleefde hij zijn officiële debuut voor Ajax 1 en maakte hij zijn eerste Europese minuten, in de met 3-1 gewonnen thuiswedstrijd tegen AEK Athene. Hij startte op 21 december 2023 voor het eerst in de basis, bij de bekerwedstrijd tegen de amateurs van USV Hercules. Deze wedstrijd eindigde voor Ajax in een spectaculaire nederlaag. Op 14 januari 2024 maakte hij zijn eerste minuten in de Eredivisie, als invaller tijdens de uitwedstrijd tegen Go Ahead Eagles (2-3 winst). Op 21 januari startte hij tegen RKC Waalwijk voor het eerst in de basis in de Eredivisie. Hierna behield hij zijn plek in het team, en verdrong hij zijn voornaamste concurrent, Anton Gaaei, uit het elftal. De laatste weken van het seizoen verdween hij weer naar de achtergrond.

### PEC Zwolle
In seizoen 2024/25 werd Gooijer door Ajax verhuurd aan PEC Zwolle. Tijdens de eerste wedstrijd van het seizoen tegen FC Utrecht liep hij een zware knieblessure op. Waardoor hij niet in actie kwam in de rest van het seizoen. 

### Carrièrestatistieken
| Seizoen                    | Club            | Competitie      | Competitie | Competitie | Beker | Beker | Internationaal | Internationaal | Overig | Overig | Totaal | Totaal |
| Seizoen                    | Club            | Competitie      | Wed.       | Dlp.       | Wed.  | Dlp.  | Wed.           | Dlp.           | Wed.   | Dlp.   | Wed.   | Dlp.   |
| -------------------------- | --------------- | --------------- | ---------- | ---------- | ----- | ----- | -------------- | -------------- | ------ | ------ | ------ | ------ |
| 2021/22                    | Jong Ajax       | Eerste divisie  | 5          | 0          | –     | –     | –              | –              | –      | –      | 5      | 0      |
| 2022/23                    | Ajax            | Eredivisie      | 0          | 0          | 0     | 0     | –              | –              | 0      | 0      | 0      | 0      |
| 2022/23                    | Jong Ajax       | Eerste divisie  | 24         | 0          | –     | –     | –              | –              | –      | –      | 24     | 0      |
| 2023/24                    | Ajax            | Eredivisie      | 9          | 0          | 1     | 0     | 3              | 0              | 0      | 0      | 12     | 0      |
| 2023/24                    | Jong Ajax       | Eerste divisie  | 21         | 3          | –     | –     | –              | –              | –      | –      | 21     | 3      |
| 2024/25                    | → PEC Zwolle    | Eredivisie      | 1          | 0          | 0     | 0     | –              | –              | 0      | 0      | 1      | 0      |
| Carrière totaal            | Carrière totaal | Carrière totaal | 60         | 3          | 1     | 0     | 3              | 0              | 0      | 0      | 64     | 3      |
| Bijgewerkt tot 19 mei 2025 |                 |                 |            |            |       |       |                |                |        |        |        |        |

## Interlandcarrière

### Nederland onder 16
Gooijer speelde in 2019 en 2020 drie interlands voor Nederland onder 16. Alle drie de wedstrijden begon hij in de basis en speelde hij als rechtervleugelverdediger. Daarnaast zat Gooijer tweemaal bij de selectie zonder speelminuten.
| Jeugdinterlands voor Nederland onder 16 | Jeugdinterlands voor Nederland onder 16 | Jeugdinterlands voor Nederland onder 16 | Jeugdinterlands voor Nederland onder 16 | Jeugdinterlands voor Nederland onder 16 | Jeugdinterlands voor Nederland onder 16 |
| Interland                               | Datum                                   | Wedstrijd                               | Uitslag                                 | Soort Wedstrijd                         | Doelpunten                              |
| Als speler bij Ajax onder 17            | Als speler bij Ajax onder 17            | Als speler bij Ajax onder 17            | Als speler bij Ajax onder 17            | Als speler bij Ajax onder 17            | Als speler bij Ajax onder 17            |
| --------------------------------------- | --------------------------------------- | --------------------------------------- | --------------------------------------- | --------------------------------------- | --------------------------------------- |
| 1.                                      | 7 november 2019                         | Nederland – Hongarije                   | 1 – 0                                   | Vriendschappelijk                       |                                         |
| 2.                                      | 6 februari 2020                         | Nederland – Duitsland                   | 2 – 0                                   | Vriendschappelijk                       |                                         |
| 3.                                      | 11 februari 2020                        | Nederland – Colombia                    | 3 – 1                                   | Vriendschappelijk                       |                                         |

### Nederland onder 18
Vanaf 2021 komt Gooijer uit voor Nederland onder 18. Daar speelde hij vijf wedstrijden mee als basisspeler en eenmaal als invaller. Daarnaast zat Gooijer twee wedstrijden zonder speelminuten bij de selectie.
| Jeugdinterlands voor Nederland onder 18 | Jeugdinterlands voor Nederland onder 18 | Jeugdinterlands voor Nederland onder 18 | Jeugdinterlands voor Nederland onder 18 | Jeugdinterlands voor Nederland onder 18 | Jeugdinterlands voor Nederland onder 18 |
| Interland                               | Datum                                   | Wedstrijd                               | Uitslag                                 | Soort Wedstrijd                         | Doelpunten                              |
| Als speler bij Ajax onder 18            | Als speler bij Ajax onder 18            | Als speler bij Ajax onder 18            | Als speler bij Ajax onder 18            | Als speler bij Ajax onder 18            | Als speler bij Ajax onder 18            |
| --------------------------------------- | --------------------------------------- | --------------------------------------- | --------------------------------------- | --------------------------------------- | --------------------------------------- |
| 1.                                      | 6 september 2021                        | Nederland – Italië                      | 5 – 0                                   | Vriendschappelijk                       |                                         |
| 2.                                      | 12 oktober 2021                         | Oostenrijk – Nederland                  | 2 – 4                                   | Vriendschappelijk                       |                                         |
| 3.                                      | 10 november 2021                        | Nederland – Engeland                    | 3 – 2                                   | Vriendschappelijk                       |                                         |
| 4.                                      | 15 november 2021                        | België – Nederland                      | 1 – 2                                   | Vriendschappelijk                       |                                         |
| Als speler bij Jong Ajax                |                                         |                                         |                                         |                                         |                                         |
| 5.                                      | 26 maart 2022                           | Frankrijk – Nederland                   | 2 – 1                                   | Vriendschappelijk                       |                                         |
| 6.                                      | 28 maart 2022                           | Duitsland – Nederland                   | 1 – 4                                   | Vriendschappelijk                       |                                         |